# Климовщина (Енангское сельское поселение)
Климовщина — деревня в Кичменгско-Городецком районе Вологодской области.
Входит в состав Енангского сельского поселения, с точки зрения административно-территориального деления — в Нижнеенангский сельсовет.
Расстояние по автодороге до районного центра Кичменгского Городка составляет 59 км, до центра муниципального образования Нижнего Енангска — 7 км. Ближайшие населённые пункты — Малое Скретнее Раменье, Засорино, Митино, Аксеновщина, Рыжухино.
Население по данным переписи 2002 года — 1 человек.